# Đuro Bašić
Đuro Bašić (Dubrovnik, 24. listopada 1695. – Dubrovnik, 26. kolovoza 1765.), hrvatski katolički svećenik, isusovac, književnik i duhovni pisac.
Bio je predavač humanističkih znanosti na ilirskim kolegijima u Loretu i Fermu. Pisao je propovijedi, biografije, pjesme, apolegetske i praktične vjerske tekstove na hrvatskom, latinskom i talijanskom jeziku. U djelu "Elogia Iesutarum Ragusionorum" na temelju originalnih izvora sastavio je životopis 33 isusovca te opisao niz događaja važnih za dubrovačku povijest. 